# Kageptyelus kageyamai
Kageptyelus kageyamai är en insektsart som beskrevs av Matsumura 1942. Kageptyelus kageyamai ingår i släktet Kageptyelus och familjen spottstritar. Inga underarter finns listade i Catalogue of Life.